# 董籬
董籬（1971年12月12日－）台灣作家、畫家。
1971年生於台北，11歲開始習畫。1987年進入中正高中美術資優教育實驗班，同年開始嘗試各種媒體媒材創作，並在學時期擔任校刊社主編。1990年進入國立藝專美術科西畫組，創作媒材以油畫、複合媒材與裝置為主。
1991年舉辦第一次個人畫展，1992年獲邀加入五月畫會，畫風轉為帶有東方色彩的表現主義風格。在日昇月鴻畫廊、中華民國繪畫交流協會等多家畫廊及藝術中心展出。
長期創作小說，曾任東森新聞網、柯夢波丹、自由時報、男人幫雜誌等媒體專欄作家。以《紅色巨塔》獲台灣文學獎短篇小說佳作；《一張彩券與半窗風景》獲台北縣文學獎小說獎佳作。2008年出版小說《太王四神記》三部曲、2009年出版《痞子英雄之高義檔案》成為暢銷作家。

## 著作
1. 《太王四神記首部曲：命運之輪》，2008年8月22日，布克文化出版，ISBN：9789867010636
2. 《太王四神記二部曲：王者之路》，2008年9月2日，布克文化出版，ISBN：9789867010643
3. 《太王四神記三部曲：天人交戰》，2008年9月23日，布克文化出版，ISBN：9789867010650
4. 《痞子英雄之高義檔案》，2009年5月26日，布克文化出版，ISBN：9789867010957

## 註解
1. ↑  《2005台灣文學獎得獎作品集》，國家臺灣文學館籌備處。(2006.2) ISBN 9860043930
2. ↑  《第三屆台北縣文學獎 得獎作品集》，臺大出版中心。(2007.11.1) ISBN 9789860115246
3. ↑  華文作家小說周排行榜[永久] 蘋果日報 2009年 06月13日

## 外部連結
- 董籬-Double12 Facebook粉絲團[永久]
- 董籬【短篇小說類佳作 │ 紅色巨塔】 國立台灣文學館[永久]